# San Agustin (Surigao do Sul)
San Agustin é um município de  quarta classe de renda municipal (d) na província Surigao do Sul, nas Filipinas. De acordo com o censo de 1 de maio  de  2020 possui uma população de 22 855 pessoas e 4 964 domicílios.